# مشروع مدر للأموال

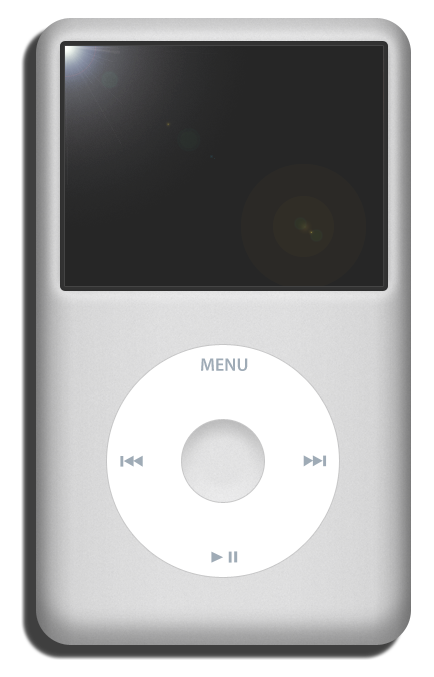
48% من عائدات شركة آبل (Apple) في الربع الأول من عام 2007 كانت من مبيعات الآي بود.

في الأعمال التجارية يشير مصطلح المشروع المدر للأموال (Cash Cow) إلى منتج أو وحدة أعمال تنتج في الغالب عن ارتفاع الهوامش الصافية الربح: وبما أنها مرتفعة فإنها مسؤولة عن كمية كبيرة من أرباح تشغيل الشركة. يفوق هذا الربح بكثير المبلغ اللازم للحفاظ على أعمال المشروع المدر للأموال ويستخدم رجال الأعمال الفائض لأغراض أخرى.
ويطلق على أي شركة مصطلح المشروع المدر للأموال عندما تساوي أرباحها للسهم الواحد حصتها للسهم الواحد، أو بعبارة أخرى، عندما تدفع أي شركة نسبة 100% خارج التدفق النقدي الخاص بها لمساهميها كحصص في نهاية كل فترة محاسبة. يعني ذلك أيضًا أن الشركة لا تستثمر في تحسين المنتجات (مما يؤدي إلى توزيع جميع الأرباح) وتضع نفسها في الأساس خارج طائلة نمو السوق. وقد يكون ذلك إذا تنبأت الشركة بمستقبل مظلم لخط الإنتاج نتيجة لاستحواذ بعض التقنيات الأخرى على حصتها في السوق.
وتعد القناعة من بين المخاطر الناشئة عن المشروع المدر للأموال، بجانب الإدارة التي تتجاهل للحاجة للتغيير كما هو الحال في قيمة تناقص قوى السوق، والصراعات الحالية بين الإدارة المسؤولة عن المشروع المدر للأموال والمديرين الآخرين في محاولة لحشد الدعم للمنتجات الأخرى.
ويمكن القول إن جميع الأعمال التجارية تتلهف إلى ابتكار منتجات مدرة للأموال. لا تزال مصفوفة حصة النمو من بوسطن التي طورتها مجموعة بوسطن الاستشارية مستخدمة بواسطة المحللين في الشركات الكبرى حيث تستخدم المصطلح «المشروعات المدرة للأموال» لوصف وحدات الأعمال التي تعاني من ارتفاع حصة السوق والنمو الطفيف للسوق.

## المنشأ
حمل الجنود الذين لاحظوا السكان المحليين يقدمون عروضًا مالية لمعبد الأصنام في شكل أبقار مقدسة هذا المصطلح من الهند إلى بريطانيا.

## معانٍ ذات صلة
يُستخدم مصطلح «المشروع المدر للأموال» أيضًا بسخرية من قبل الأشخاص المزاولين للمبيعات والأعمال التجارية لوصف العميل أو المنظمة التي لا تمتلك السيطرة على نفقاتها. في كثير من الأحيان، يُستخدم المصطلح لوصف الهيئات الحكومية مثل المساعدة الخارجية والطرق السريعة والتأمين الاجتماعي، حيث إن النفقات تكون خارج الخدمات أو السلع التي يحصل عليها الأفراد.
يُستخدم مصطلح «المشروع المدر للأموال» في مصفوفة حصة النمو لتمثيل ربع واحد من أربعة أرباع في مصفوفة بوسطن الاستشارية. «المشروع المدر للأموال» هو منتج يستحوذ على حصة سوقية كبيرة في الأسواق بطيئة النمو. وتحاول الشركات بقدر الإمكان امتلاك الكثير من «المشروعات المدرة للأموال».

## علامات المشروعات المدرة للأموال
- تنوع المنتج
- تجزئة العميل
- المرونة في تحديد الأسعار
- خفض التكاليف
- المنافسون المحددون المستهدفون